# Elmer C. Birney
Elmer Clea Birney (* 26. März 1940 in Satanta, Haskell County, Kansas; † 11. Juni 2000 in Blaine, Minnesota) war ein US-amerikanischer Mammaloge.

## Leben
Birney war der Sohn von Russell und Esther Birney. Im Herbstsemester 1958 trat er in die Fort Hays State University ein. Er verließ die Universität am Ende seines ersten akademischen Jahres und trat in die United States Navy ein, wo er von 1959 bis 1961 im aktiven Dienst und von 1961 bis 1965 in der aktiven und inaktiven Reserve war. Von Januar bis Juli 1960 kreuzte er durch den Westpazifik. Die restliche Dienstzeit verbrachte er in der Grundausbildung und an Bord des Zerstörers Preston. 1965 schied er im Dienstrang eines Yeoman der Stufe 3 (YN3) aus der Marine aus. Im August 1961 heiratete er Marcia F. McVey, mit er eine Tochter und einen Sohn hatte.
Birney kehrte 1961 an die Fort Hays State University zurück. Er machte 1963 seinen Bachelor-Abschluss in Biologie und 1965 seinen Master-Abschluss mit dem Hauptfach Zoologie und dem Nebenfach Botanik. Sein Entschluss, Mammaloge zu werden, entwickelte sich während seines ersten Lehrgangs in Säugetierkunde, der von seinem ersten Mentor, Eugene D. Fleharty, geleitet wurde.
Nach seinem Masterabschluss lehrte Birney von 1965 bis 1966 am Kearney State College in Kearney, Nebraska (heute University of Nebraska at Kearney), als Lecturer für Biologie. 1966 wurde er Doktorand an der University of Kansas, wo er 1970 mit der Dissertation Systematics of Three Species of Woodrats (genus Neotoma) in the Central Great Plains unter der Leitung von J. Knox Jones, Jr. zum Ph.D. promoviert wurde. 1973 wurde diese Schrift in der Reihe Miscellaneous Publication of the Museum of Natural History of the University of Kansas veröffentlicht.
Nach Abschluss seiner Promotion trat Birney eine Stelle als Assistant Professor am Department of Ecology and Behavioral Biology (heute Department of Ecology, Evolution, and Behavior) an der University of Minnesota an. 1974 wurde er zum außerordentlichen Professor und 1981 zum Professor befördert. Birney unterrichtete eine Reihe von Seminaren für Graduierte in den Bereichen Säugetierkunde, Evolution und Biogeographie. Er war von 1981 bis 1984 und von 1998 bis 2000 Direktor für Graduiertenstudien im Fachbereich Ökologie und von 1985 bis 2000 im Fachbereich Zoologie.
Von 1970 bis zu seinem Tod war er Kurator für Säugetiere im Bell Museum of Natural History, von 1990 bis 1992 war er Direktor des Museums. Von Dezember 1977 bis März 1978 war Birney als Gastwissenschaftler an der Abteilung für Biochemie und Ernährung der University of New England in Armidale, New South Wales, Australien, tätig. Dort erforschte er mit Unterstützung der National Science Foundation die Biosynthese von L-Ascorbinsäure bei Kloakentieren, Beuteltieren und Höheren Säugetieren. Von Oktober bis Mitte Dezember 1977 wirkte er mit Unterstützung der National Science Foundation an Forschungsarbeiten über Robben in der Antarktis mit.
Birney war von 1986 bis 1988 erster Vizepräsident sowie von 1988 bis 1990 Präsident der American Society of Mammalogists. Von 1978 bis 1981 war er geschäftsführender Herausgeber sowie von 1981 bis 1984 Herausgeber des Journal of Mammalogy. Zudem war er von 1984 bis 1988 Redakteur für Sonderveröffentlichungen und organisierte und redigierte zusammen mit Jerry R. Choate die Sonderveröffentlichung Nr. 11 mit dem Titel Seventy-five Years of Mammalogy (1919 to 1994), die anlässlich des 75. Jahrestages der Gründung der Gesellschaft bei ihrer Jahrestagung in Washington, D.C., im Jahr 1994 herausgegeben wurde. In Anerkennung seiner zahlreichen Beiträge zur Gesellschaft erhielt Birney 1999 den Hartley H. T. Jackson Award. Von 1976 bis 1978 war er als Mitherausgeber der Zeitschrift American Midland Naturalist tätig. Er diente auch in verschiedenen Funktionen der Minnesota Zoological Society, die es sich zur Aufgabe gemacht hatte, die zoologische Forschung zu unterstützen, Seminare zu veranstalten und die Öffentlichkeit über Tiere aufzuklären. Von 1994 bis 1995 war er Präsident, von 1992 bis 1994 Schatzmeister und von 1971 bis 1975 sowie von 1990 bis 1995 als Kuratoriumsmitglied.
Elmer Birney erforschte die evolutionären Muster von Säugetieren im Mittleren Westen der Vereinigten Staaten, in Mexiko, der Antarktis, in Australien sowie in Patagonien.
Birneys Bibliographie umfasst 79 Schriften (Bücher und Fachartikel), die sich insbesondere mit der Evolutions- und biogeografischen Geschichte der Säugetiere, der Systematik, der Ökologie von Gemeinschaften und Populationen, der Reproduktionsbiologie sowie dem Naturschutz befassen. Seine Arbeiten erschienen unter anderen in den Fachzeitschriften Nature, Experientia, American Naturalist, International Journal of Primatology, Molecular Ecology, Landscape Ecology, Journal of Mammalogy, Zeitschrift für Säugetierkunde, Ecology, Evolution, Systematic Zoology, Comparative Biochemistry and Physiology, United States Antarctic Journal, Behavioral Ecology and Sociobiology, Journal of Reproductive Physiology, Journal of Wildlife Management, Journal of Wildlife Diseases, Canadian Field-Naturalist, Mastozoología Neotropical, Curator: The Museum Journal, Proceedings of the Biological Society of Washington, American Midland Naturalist und dem University of Kansas Science Bulletin.

## Dedikationsnamen
Nach Birney wurde die Köcherfliegenart Wormaldia birneyi aus Kalifornien sowie die Tierlausart Thomomydoecus birneyi, die im Fell von Taschenratten (Geomyidae) parasiert, benannt.